# Literature and Theology
Literature and Theology (literal, Literatura y Teología) es una revista académica trimestral revisada por pares e interdisciplinar  de Teología y Crítica literaria, publicada por Oxford University Press. Según reza en sus intenciones "busca ser un foro crítico y no confesional para el análisis textual y las especulaciones teóricas, fomentando la exploración de cómo la religión está arraigada en la cultura". Es una de las principales revistas en el campo de la religión y la literatura, y tiene una rica historia de textos originales sobre filosofía, literatura y teología.

## Consejo de redacción
El actual consejo de redacción está dirigido por Mark Knight (Universidad de Lancaster) e incluye a varios de los nombres más importantes en el campo académico de la religión y la literatura, como Jo Carruthers (Universidad de Lancaster), Emma Mason (Universidad de Warwick), Elizabeth Anderson (Universidad de Aberdeen), Richard Rosengarten (Universidad de Chicago) y Gerard Loughlin (Universidad de Durham).
El Consejo Asesor se compone de manera similar, con personalidades del estudio de la religión y la literatura, como Kevin Hart (Universidad de Virginia), Andrew Hass (Universidad de Stirling), Elisabeth Jay (Oxford Brookes University), Jeff Keuss (Seattle Pacific University), Julia Rienhard Lupton (Universidad de California en Irvine), David Jasper (Universidad de Glasgow), Heather Walton (Universidad de Glasgow) o Eric Ziolkowski (Lafayette College).

## Indexación
La revista se indexa en índices como Annual Bibliography of English Language and Literature, British Humanities Index, IBZ Internationale Bibliographie der Geistes und Sozialwissenschaftlichen Zeitschriftenliteratur, International Review of Biblical Studies, MLA International Bibliography, ATLA Religion Database, Religious & Theological Abstracts, ProQuest y otros.